# Nikaea formosana
Nikaea formosana là một loài bướm đêm thuộc phân họ Arctiinae, họ Erebidae.